# Santa Coloma de Farners
Santa Coloma de Farners is een gemeente in de Spaanse provincie Girona in de regio Catalonië met een oppervlakte van 71 km². Santa Coloma de Farners telt 12.583 inwoners (1 januari 2016). Het is de hoofdstad van de comarca Selva.

## Demografische ontwikkeling
Bron: INE; 1857-2011: volkstellingen
Opm.: In 1857 werden Castanet en San Pedro Cercada aangehecht; in 1981 werd Cladells aangehecht